# Almegíjar (kommunhuvudort)
Almegíjar är en kommunhuvudort i Spanien.   Den ligger i provinsen Provincia de Granada och regionen Andalusien, i den södra delen av landet, 400 km söder om huvudstaden Madrid. Almegíjar ligger 818 meter över havet och antalet invånare är 479.
Terrängen runt Almegíjar är kuperad åt sydost, men åt nordväst är den bergig. Runt Almegíjar är det ganska glesbefolkat, med 23 invånare per kvadratkilometer. Närmaste större samhälle är Órgiva, 10,9 km väster om Almegíjar. Omgivningarna runt Almegíjar är i huvudsak ett öppet busklandskap.